# Emil Artin

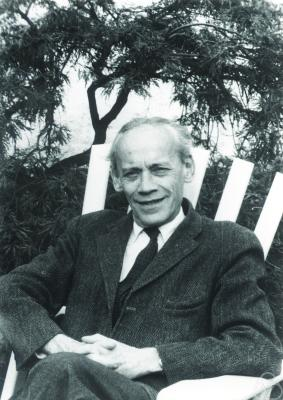
Emil Artin

Emil Artin (Wenen, 3 maart 1898 – Hamburg, 20 december 1962) was een Oostenrijks wiskundige. Zijn vader, eveneens Emil Artin geheten, was een Armeense kunsthandelaar en zijn moeder was de operazangeres Emma Laura-Artin. Hij groeide op in Reichenberg (tegenwoordig Liberec) in Bohemen, een stad waar Duits de belangrijkste voertaal was. Hij verliet de middelbare school in 1916 en begon een jaar later zijn studie aan de Universiteit van Wenen.
Artin bracht het eerste deel van carrière in Duitsland door, voornamelijk in Hamburg. Onder invloed van de nazidreiging emigreerde hij in 1937 naar de Verenigde Staten. Daar was hij van 1938 tot 1946 werkzaam aan de Universiteit van Indiana en van 1946 tot 1958 aan de Universiteit van Princeton.

## Invloed en werk
Artin was een van de toonaangevende algebraïci van de twintigste eeuw. Zijn invloed was groter dan men op grond van het ene deel van zijn Verzamelde werken, geredigeerd door Serge Lang en John Tate, zou vermoeden. Hij werkte in de algebraïsche getaltheorie, waar hij in hoge mate bijdroeg aan de klassenveldtheorie en aan een nieuwe constructie van L-functies. Hij heeft ook bijgedragen aan de zuivere theorieën van ringen, groepen en velden. Hij ontwikkelde de vlechttheorie als een tak van de algebraïsche topologie.
Hij was ook een belangrijke voorvechter van de Galoistheorie en van de groepcohomologische benadering van de klasse ringtheorie (met John Tate), om twee theorieën te noemen waarvan zijn formuleringen tot standaard zijn verheven. Van de invloedrijke behandeling van de abstracte algebra door Van der Waerden wordt gezegd dat deze gedeeltelijk voortbouwt op de ideeën van Artin, en deels op die van Emmy Noether. Hij schreef een boek over meetkundige algebra, dat aanleiding heeft gegeven tot het eigentijdse gebruik van deze term. Hij ontleende deze term aan het werk van W. K. Clifford.

## Werken
- (en)  Emil Artin, The theory of braids, Annals of Mathematics (2) 48 (1947).,101 – 126
- (en)  Emil Artin, John Tate, Class field theory, ISBN 978-0-201-51011-9, 1990, Addison-Wesley, Redwood City, Californië